# 柳比尼
49°55′18″N 23°12′37″E / 49.92167°N 23.21028°E
柳比尼（烏克蘭語：Любині），是烏克蘭的村落，位於該國西部利沃夫州，由亞沃里夫區負責管轄，面積2.74平方公里，海拔高度220米，2001年人口866，人口密度每平方公里316.4人。